# Virginio Ferrari
Virginio Ferrari (Pellegrino Parmense, 19 de octubre de 1952) es un expiloto de motociclismo italiano que compitió en el Campeonato Mundial de Motociclismo desde 1976 hasta 1989. Su mejor temporada fue en 1979 cuando acabó subcampeón de 500cc por detrás de Kenny Roberts.

## Biografía
Ferrari debutó en el Mundial con un podio en 1976 con un tercer puesto en el Gran Premio de las Naciones por detrás de Barry Sheene y Phil Read. En 1978, conseguía su primera victoria de su palmarés en el GP de Alemania.
En 1979 empezó su mejor temporada. Empezó con un podio en el Gran Premio de Venezuela, y le siguieron otros podios en Austria, Alemania, Italia y Yugoslavia. Su victoria en Gran Premio de los Países Bajos le dio un liderato en la clasificación general que acabaría al final de la temporada en manos de Kenny Roberts.
Ferrari se vio envuelto en una controversia en el Gran Premio de Bélgica celebrado en el circuito Spa cuando él, junto con Roberts y otros pilotos principales se negaron a correr debido a condiciones inseguras en la pista. El circuito había sido pavimentado unos días antes de la carrera, creando una pista que muchos de los corredores consideraban insegura debido a que el diésel se filtraba en la superficie. Ferrari, junto con Roberts, instigó una revuelta de pilotos y se negaron a competir. La Federación Internacional de Motociclismo respondió suspendiendo a Roberts y Ferrari. La FIM. más tarde redujo esto a un período de prueba.
Después de la prueba belga, Ferrari sufrió una serie de resultados desastrosos con un decimoquinto lugar en Finlandia, seguido de un cuarto lugar mejorado en Gran Bretaña antes de un accidente en el final de temporada en Francia se entregó el campeonato mundial a Roberts.
En 1986 Ferrari pilotó una Honda NSR250 en el equipo Takazumi Katayama en el Mundial sin obtener buenos resultados. Su mejor posición fue una sexta posición en Gran Bretaña. Acabó el decimocuarto en el Mundial. En 1987, Ferrari ganó el Mundial de Fórmula TT con una Bimota YB4 EI. Su último Mundial fue en 1989, en la categoría de 250 cc, con Gazzaniga, acabando en el 28.º lugar.
Después de la carrera en el Mundial, Ferrari probó el Campeonato del Mundo de Superbikes en la temporada inicial de 1988 con Ducati y siguió compitiendo en esta categoría hasta 1994. Después de su retiro, se hizo cargo del equipo hasta 1998, cuando Davide Tardozzi tomó el puesto. Ferrari dirigió brevemente el equipo Kawasaki PSG-1 en el Campeonato del Mundo de Superbikes en 2007.

## Resultados en el Campeonato del Mundo
Sistema de puntuación desde 1969 hasta 1987:
| Posición | 1.º | 2.º | 3.º | 4.º | 5.º | 6.º | 7.º | 8.º | 9.º | 10.º |
| Puntos   | 15  | 12  | 10  | 8   | 6   | 5   | 4   | 3   | 2   | 1    |

### Carreras por año
(Carreras en negrita indica pole position; Carreras en cursiva indica vuelta rápida)
| Año  | Clase | Equipo          | 1       | 2       | 3       | 4       | 5       | 6       | 7       | 8       | 9       | 10      | 11      | 12      | 13      | 14     | 15    | Pts. | Pos. |
| ---- | ----- | --------------- | ------- | ------- | ------- | ------- | ------- | ------- | ------- | ------- | ------- | ------- | ------- | ------- | ------- | ------ | ----- | ---- | ---- |
| 1975 | 500cc | Suzuki          | FRA -   |         | AUT -   | GER -   | NAT Ret | IOM -   | NED -   | BEL -   | SWE -   | FIN -   | CZE -   | YUG -   |         |        |       | 0    | -    |
| 1976 | 500cc | Suzuki          | FRA -   | AUT -   | NAT 3   | IOM -   | NED -   | BEL -   | SWE -   | FIN Ret | CZE Ret | GER Ret |         |         |         |        |       | 10   | 21.º |
| 1976 | 250cc | Suzuki          | FRA -   |         | NAT Ret | YUG -   | IOM -   | NED -   | BEL -   | SWE -   | FIN -   | CZE -   | GER -   | ESP -   |         |        |       | 0    | -    |
| 1977 | 500cc | Suzuki          | VEN 6   | AUT Ret | GER 30  | NAT 2   | FRA 8   | NED 10  | BEL Ret | SWE Ret | FIN Ret | CZE Ret | GBR -   |         |         |        |       | 21   | 12.º |
| 1978 | 500cc | Gallina-Suzuki  | VEN Ret | ESP Ret | AUT Ret | FRA 17  | NAT Ret | NED DNS | BEL Ret | SWE 5   | FIN Ret | GBR 10  | GER 1   |         |         |        |       | 22   | 11.º |
| 1979 | 500cc | Gallina-Suzuki  | VEN 2   | AUT 2   | GER 3   | NAT 2   | ESP 4   | YUG 2   | NED 1   | BEL DNS | SWE Ret | FIN 15  | GBR 4   | FRA Ret |         |        |       | 89   | 2.º  |
| 1980 | 500cc | Cagiva          | NAT -   | ESP -   | FRA -   | NED -   | BEL -   | FIN -   | GBR -   | GER Ret |         |         |         |         |         |        |       | 0    | -    |
| 1981 | 500cc | Cagiva          | AUT -   | GER 30  | NAT Ret | FRA DNQ | YUG Ret | NED DNQ | BEL -   | RSM 19  | GBR -   | FIN -   | SWE -   |         |         |        |       | 0    | -    |
| 1982 | 500cc | HB-Suzuki       | ARG Ret | AUT 17  | FRA -   | ESP -   | NAT -   | NED Ret | BEL -   | YUG 16  | GBR 6   | SWE Ret | RSM 4   | GER 2   |         |        |       | 25   | 11.º |
| 1983 | 500cc | Cagiva          | RSA 15  | FRA Ret | NAT 11  | GER Ret | ESP -   | AUT 23  | YUG DNS | NED -   | BEL -   | GBR Ret | SWE -   | RSM Ret |         |        |       | 0    | -    |
| 1984 | 500cc | Marlboro-Yamaha | RSA Ret | NAT 8   | ESP DNS | AUT 14  | GER 7   | FRA 22  | YUG 9   | NED Ret | BEL Ret | GBR 4   | SWE 6   | RSM Ret |         |        |       | 22   | 10.º |
| 1985 | 500cc | Cagiva          | RSA -   | ESP -   | GER -   | NAT -   | AUT -   | YUG -   | NED -   | BEL -   | FRA -   | GBR -   | SWE -   | RSM Ret |         |        |       | 0    | -    |
| 1986 | 250cc | Total-Honda     | ESP -   | NAT -   | GER 24  | AUT 12  | YUG 7   | NED NC  | BEL NC  | FRA 9   | GBR 6   | SWE Ret | RSM 8   |         |         |        |       | 14   | 141  |
| 1987 | 250cc | Total-Honda     | JPN Ret | ESP -   | GER -   | NAT -   | AUT -   | YUG -   | NED -   | FRA -   | GBR -   | SWE -   | CZE -   | RSM -   | POR -   | BRA -  | ARG - | 0    | -    |
| 1989 | 250cc | Gazzaniga       | JPN -   | AUS -   | USA -   | ESP DNQ | NAT DNQ | GER Ret | AUT 28  | YUG Ret | NED DNQ | BEL -   | FRA DNQ | GBR DNQ | SWE DNQ | CZE 27 | BRA - | 0    | -    |